# Nigel Bruce
Nigel Bruce, all'anagrafe William Nigel Ernle Bruce (Ensenada, 4 febbraio 1895 – Santa Monica, 8 ottobre 1953), è stato un attore britannico.
È ricordato per aver interpretato il personaggio del Dottor Watson nella serie cinematografica e radiofonica di Sherlock Holmes a fianco dell'attore Basil Rathbone.

## Biografia
Bruce nacque in Messico durante una vacanza dei suoi genitori. Durante la prima guerra mondiale venne ferito gravemente e fu costretto a passare gran parte del conflitto su una sedia a rotelle.
Nel 1920 intraprese la carriera di attore, recitando in teatro e, otto anni dopo, iniziò ad essere scritturato in alcuni film muti. Nel 1934 si trasferì a Hollywood, dove iniziò a recitare in diverse pellicole, tra le quali alcune di grande rilevanza, come L'isola del tesoro (1934), La Primula Rossa (1934), Il sospetto (1941), Torna a casa Lassie (1943) e Bwana Devil (1952).
Era cugino dell'attore Christopher Plummer.

## Il dottor Watson
La sua interpretazione più celebre è però quella del Dottor Watson, il goffo compagno di Sherlock Holmes (Basil Rathbone), nella serie di 14 pellicole ispirate alle vicende nate dalla penna di Arthur Conan Doyle, e girate tra il 1939 e il 1946. Il grande successo cinematografico spinse i due attori ad interpretare gli stessi ruoli anche in una lunga serie di trasmissioni radiofoniche, circa 200, che consolidarono la loro popolarità presso milioni di fans.
Il personaggio del Dr. Watson ebbe però anche il suo rovescio della medaglia, poiché, come accadde al suo partner cinematografico e radiofonico Basil Rathbone, l'attore fu identificato con il suo celebre personaggio per il resto della sua carriera. La caratterizzazione di Bruce viene amata e al tempo stesso contestata dai cultori di Sherlock Holmes: Bruce infatti fa del dr. Watson un personaggio ingenuo e malaccorto, mentre il personaggio letterario è relativamente freddo e razionale.
A dispetto della sua lunga permanenza in America, Nigel Bruce non rinunciò mai alla cittadinanza britannica, come fecero gran parte dei suoi connazionali.
L'attore morì nel 1953 a Santa Monica (California), all'età di 58 anni, a seguito di un infarto.

## Filmografia
- Flames of Passion, regia di Graham Cutts (1922) (non accreditato e non confermato)
- Red Aces, regia di Edgar Wallace (1929)
- The Squeaker, regia di Edgar Wallace (1930)
- Escape, regia di Basil Dean (1930)
- Birds of Pray, regia di Basil Dean (1930)
- The Calendar, regia di T. Hayes Hunter (1931)
- Le signore di Lord Camber (Lord Camber's Ladies), regia di Benn W. Levy (1932)
- The Midshipmaid, regia di Albert de Courville (1932)
- Ero una spia (I Was a Spy), regia di Victor Saville (1933)
- Channel Crossing, regia di Milton Rosmer (1933)
- La via proibita (Coming-Out Party), regia di John G. Blystone (1934)
- Il trionfo della vita (Stand Up and Cheer!), regia di Hamilton MacFadden (1934)
- L'isola del tesoro (Treasure Island), regia di Victor Fleming (1934)
- The Lady Is Willing, regia di Gilbert Miller (1934)
- Springtime for Henry, regia di Frank Tuttle (1934)
- La Primula Rossa (The Scarlet Pimpernel), regia di Harold Young (1934)
- Becky Sharp, regia di Rouben Mamoulian (1935)
- La donna eterna (She), regia di Lansing C. Holden e Irving Pichel (1935)
- Jalna, regia di John Cromwell (1935)
- L'uomo che sbancò Montecarlo (The Man Who Broke the Bank at Monte Carlo), regia di Stephen Roberts (1935)
- Il sentiero del pino solitario (The Trail of the Lonesome Pine), regia di Henry Hathaway (1936)
- Sotto due bandiere (Under Two Flags), regia di Frank Lloyd (1936)
- L'angelo bianco (The White Angel), regia di William Dieterle (1936)
- Seguite il vostro cuore (Follow Your Heart), regia di Aubrey Scotto (1936)
- La carica dei seicento (The Charge of the Light Brigade), regia di Michael Curtiz (1936)
- The Man I Marry, regia di Ralph Murphy (1936)
- Trappola d'oro (Thunder in the City), regia di Marion Gering (1937)
- La fine della signora Cheyney (The Last of Mrs. Cheyney), regia di Richard Boleslawski (1937)
- La baronessa e il maggiordomo (The Baroness an d the Butler), regia di Walter Lang (1938)
- Il vascello maledetto (Kidnapped), regia di Alfred L. Werker (1938)
- Suez, regia di Allan Dwan (1938)
- Il mastino di Baskerville (The Hound of the Baskervilles), regia di Sidney Lanfield (1939)
- Le avventure di Sherlock Holmes (Adventures of Sherlock Holmes), regia di Alfred L. Werker (1939)
- La grande pioggia (The Rains Came), regia di Clarence Brown (1939)
- Alla ricerca della felicità (The Blue Bird), regia di Walter Lang (1940)
- La signora dei diamanti (Adventure Diamonds), regia di George Fitzmaurice (1940)
- Rebecca - La prima moglie (Rebecca), regia di Alfred Hitchcock (1940)
- Il romanzo di Lillian Russell (Lilian Russell), regia di Irving Cummings (1940)
- Peccatrici folli (Susan and God), regia di George Cukor (1940)
- La vita di Giulio Reuter (A Dispatch from Reuter's), regia di William Dieterle (1940)
- La baia di Hudson (Hudson's Bay), regia di Irving Pichel (1941)
- Play Girl, regia di Frank Woodruff (1941)
- Free and Easy, regia di George Sidney e, non accreditato, Edward Buzzell (1941)
- L'ultimo duello (This Woman Is Mine), regia di Frank Lloyd (1941)
- Soldato di cioccolata (The Chocolat Soldier), regia di Roy Del Ruth (1941)
- Il sospetto (Suspicion), regia di Alfred Hitchcock (1941)
- Condannatemi se vi riesce! (Roxie Heart), regia di William A. Wellman (1942)
- Sono un disertore (This Above All), regia di Anatole Litvak (1942)
- Eagle Squadron, regia di Arthur Lubin (1942)
- Sherlock Holmes e la voce del terrore (Sherlock Holmes and the Voice of Terror), regia di John Rawlins (1942)
- Journey for Margaret, regia di W. S. Van Dyke (1942)
- Sherlock Holmes e l'arma segreta (Sherlock Holmes and the Secret Weapon), regia di Roy William Neill (1943)
- Per sempre e un giorno ancora (Forever and a Day), regia di Edmund Goulding e Cedric Hardwicke (1943)
- Sherlock Holmes a Washington (Sherlock Holmes in Washington), regia di Roy William Neill (1943)
- Sherlock Holmes di fronte alla morte (Sherlock Holmes Faces Death), regia di Roy William Neill (1943)
- Torna a casa, Lassie! (Lassie Come Home), regia di Fred M. Wilcox (1943)
- Crazy House, regia di Edward F. Cline (1943)
- La donna ragno (The Spider Woman), regia di Roy William Neill (1944)
- L'artiglio scarlatto (The Scarlet Claw), regia di Roy William Neill (1944)
- La perla della morte (The Pearl of Death), regia di Roy William Neill (1944)
- La carovana dei ribelli (Gypsy Wildcat), regia di Roy William Neill (1944)
- L'avventura viene dal mare (Frenchman's Creek), regia di Mitchell Leisen (1944)
- La casa del terrore (The House of Fear), regia di Roy William Neill (1945)
- Il grano è verde (The Corn Is Green), regia di Irving Rapper (1945)
- Il figlio di Lassie (Son of Lassie), regia di S. Sylvan Simon (1945)
- La donna in verde (The Woman in Green), regia di Roy William Neill (1945)
- Destinazione Algeri (Pursuit of Algiers), regia di Roy William Neill (1945)
- Terrore nella notte (Terror by Night), regia di Roy William Neill (1946)
- Il mistero del carillon (Dressed to Kill), regia di Roy William Neill (1946)
- La seconda signora Carroll (The Two Mrs. Carrolls), regia di Peter Godfrey (1947)
- Re in esilio (The Exile), regia di Max Ophüls (1947)
- La bella imprudente (Julia Misbehaves), regia di Jack Conway (1948)
- La vendicatrice (Vendetta), regia di Mel Ferrer (1950)
- Luci della ribalta (Limelight), regia di Charlie Chaplin (1952)
- Bwana Devil, regia di Arch Oboler (1952)
- Il talismano della Cina (Hong Kong) regia di Lewis R. Foster (1952)
- Singapore intrigo internazionale (World for Ransom), regia di Robert Aldrich (1954)

## Doppiatori italiani
- Carlo Romano in Rebecca - La prima moglie, nei ridoppiaggi di Sherlock Holmes[1] e Torna a casa, Lassie!, nei doppiaggi tardivi di Sherlock Holmes e la perla della morte, Sherlock Holmes e la donna in verde, Terrore nella notte e Il mistero del carillon
- Olinto Cristina in La carica dei seicento, Luci della ribalta
- Amilcare Pettinelli in Peccatrici folli, Torna a casa, Lassie!, Il figlio di Lassie
- Felice Romano in Il sospetto
- Mario Besesti in Re in esilio
- Italo Pirani in Sherlock Holmes
- Renato Mori in La carica dei seicento (ridoppiaggio)
- Diego Michelotti in Suez (ridoppiaggio)[2]
- Gil Baroni in Il grano è verde (ridoppiaggio)